# Sundsgöl, Småland
Sundsgöl är en sjö i Åtvidabergs kommun i Småland och ingår i Storåns huvudavrinningsområde.